# MessenJah
Jiří MessenJah je český reggae zpěvák a skladatel.

## Kariéra
Svou hudební kariéru zahájil v roce 2009. Do širšího povědomí se dostal díky písním, které byly vydány v rámci kompilací Sklizeň 2011 a 2012.[zdroj?] Zejména se proslavily písně Ganja je lék, Stopaři a Miluju život.[zdroj?] Od té doby Messenjah pravidelně koncertuje.[zdroj?]
Jeho první sólové album Bojuj dál! vyšlo v roce 2014. Následovala spolupráce na dvou dalších vydáních "Sklizně" a v roce 2019 vydal album Balanc. Jeho texty jsou typické pozitivními, nadějnými a angažovanými texty.
Spolu s Cocomanem a Dr. Kary koncertují v uskupení jménem Nevereš a v roce 2016 vydali první společné album Zpátky na strop, na které navázali v roce 2021 albem Trumpety.

## Politické aktivity
Ve svých textech se často vyjadřuje k politickým a sociálním tématům, což je typické pro jeho žánr.[zdroj?] Příkladem je třeba píseň "Příběh", která je ironickou vzpomínkou z budoucnosti na politickou situaci v době vydání.[zdroj?]
MessenJah se také výrazně angažuje v kampani za legalizaci konopí a to nejen písněmi, ale i dalšími aktivistickými projekty včetně podpory akcí jako je Million Marihuana March či vedením platfromy ganjajelek.cz.
Podporuje Českou pirátskou stranu a opakovaně se zapojuje do její kampaně. Předseda Pirátů Ivan Bartoš se objevil i v jeho videoklipu Naděje Je.